# Mitsubishi Regional Jet
Mitsubishi SpaceJet, до ребрендинга 2019 года известный так же как Mitsubishi Regional Jet (MRJ)  — проект регионального двухдвигательного реактивного пассажирского самолёта. Разрабатывался японской компанией Mitsubishi Aircraft Corporation, дочерней компанией Mitsubishi Heavy Industries. В разработке самолёта также принимала участие компания Subaru Corporation. MRJ должен был стать первым после NAMC YS-11 пассажирским самолётом, разработанным и производимым в Японии. 
Осенью 2020 года проект был заморожен. А в октябре 2021 года стало известно, что Mitsubishi не планирует перезапуск программы, и дальнейшие лётные испытания самолёта не планируют. Всего было собрано восемь лётных экземпляров.
В начале февраля 2023 года,  MHI решили полностью закрыть программу разработки авиалайнера SpaceJet, который прежде именовался как Mitsubishi Regional Jet.

## История
Исследовательская программа финансировалась правительством Японии с 2003 года. Концепт был представлен в 2007 году. Заказы на MRJ поступали с марта 2008 года. Сборка первого экземпляра началась в апреле 2011 года. Первый полёт был запланирован на 2011 год, но состоялся только 11 ноября 2015 года и уже через несколько дней Mitsubishi объявила о переносе первой поставки на середину 2018 года, из-за недостаточной прочности крыла и необходимости изменения конструкции шасси для повышения безопасности.
Обновлённая версия — третий лётный экземпляр MRJ90 был продемонстрирован в 2017 году на авиасалоне в Ле-Бурже.
Поставка первого MRJ стартовому заказчику — японскому перевозчику All Nippon Airways (ANA), была запланирована на лето 2017 года, однако позднее срок начала поставки сдвинулся на 2018 год. В январе 2017 года в новостях японской телекомпании NHK появилась информация об очередной задержке начала поставок до середины 2020 года в связи с необходимостью доработок важных электронных деталей. По состоянию на июль 2018 года программа испытательных полетов полностью не была выполнена.
В феврале 2020 года появилась информация, что поставку первого самолета SpaceJet M90 отложили до марта 2021 года из-за необходимости перепроектирования каналов проводки и некоторых систем машины. В мае стало известно, что Mitsubishi Heavy Industries (MHI) сокращает количество рабочих мест в подразделении по производству региональных реактивных авиалайнеров, а после публикации годового финансового отчета за 2019 год и планов на 2020 год, стало известно о сокращении бюджета на разработку со 140 млрд иен (2019 год) до 60 млрд иен (2020 год), примерно 560 млн долларов.
В октябре 2020 года в MHI заявили о том, что ещё более значительно сокращают бюджет на программу Mitsubishi SpaceJet (MSJ) на период 2021—2023 финансовые годы. И будет произведена заморозка текущих работ по программе MSJ, за исключением работ над сертификационной документацией, вплоть до появления возможности перезапуска проекта.
В октябре 2021 Mitsubishi в письме в Федеральное авиационное управление США (которое должно было сертифицировать SpaceJet) сообщило, что планов по перезапуску программы у нее нет, дальнейшие лётные испытания самолета не планируются.
Всего на программу Mitsubishi SpaceJet (ранее MRJ) затрачено около 1 триллиона иен, что эквивалентно 9,6 миллиарда долларов (на 2020 год; на момент закрытия — более 10 млрд долларов).

## Конструкция
Двухдвигательный турбовентиляторный низкоплан.
Предполагалось использовать для крыльев самолёта композиты из углеродного волокна (он должен был стать первым региональным реактивным лайнером из композитных материалов), в итоге применён алюминий (что сразу же существенно сдвинуло сроки первого полета).

## Модификации
Двумя основными вариантами самолёта должны были стать MRJ 70 на 76 мест и MRJ 90 (удлинённый фюзеляж) на 88 пассажиров. Так же предусматривалось создание моделей с увеличенной дальностью полёта MRJ 70ER и MRJ 90LR.

## Галерея

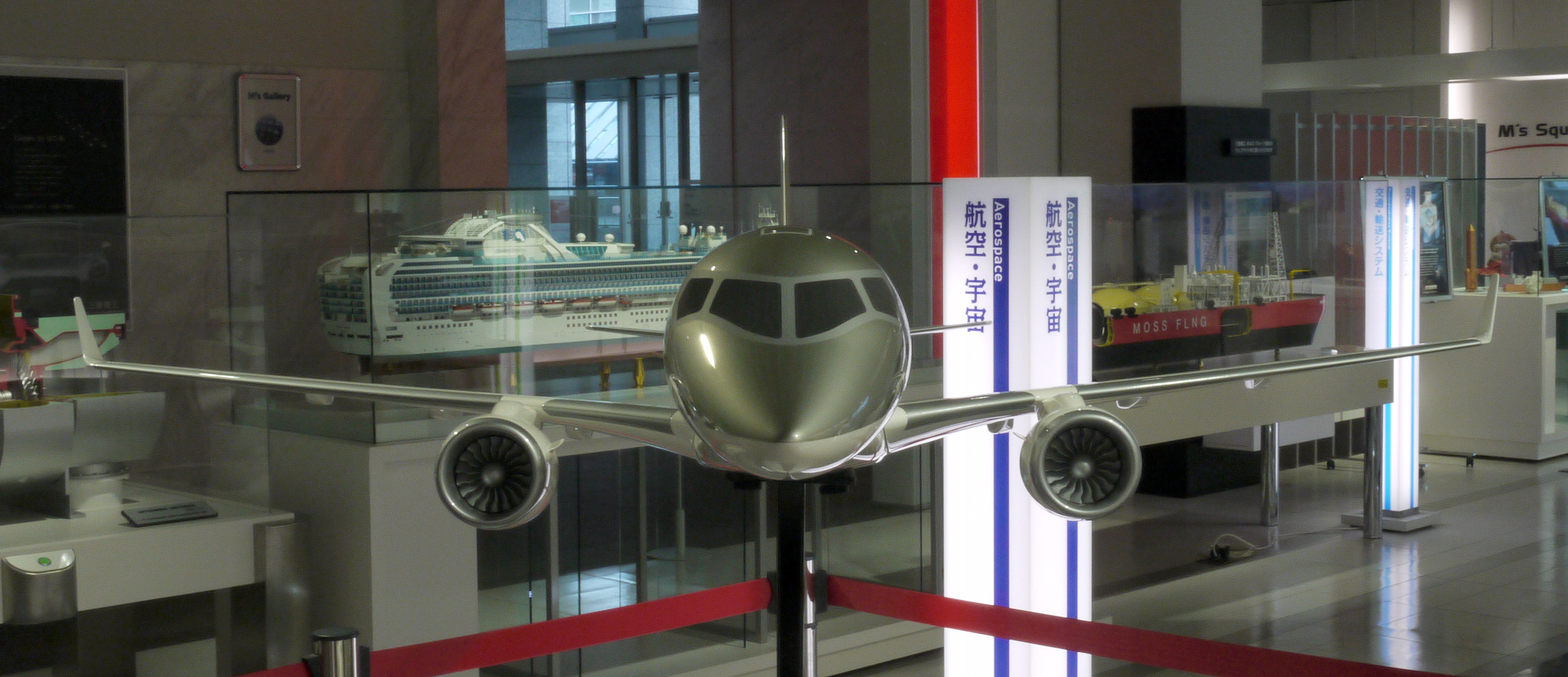
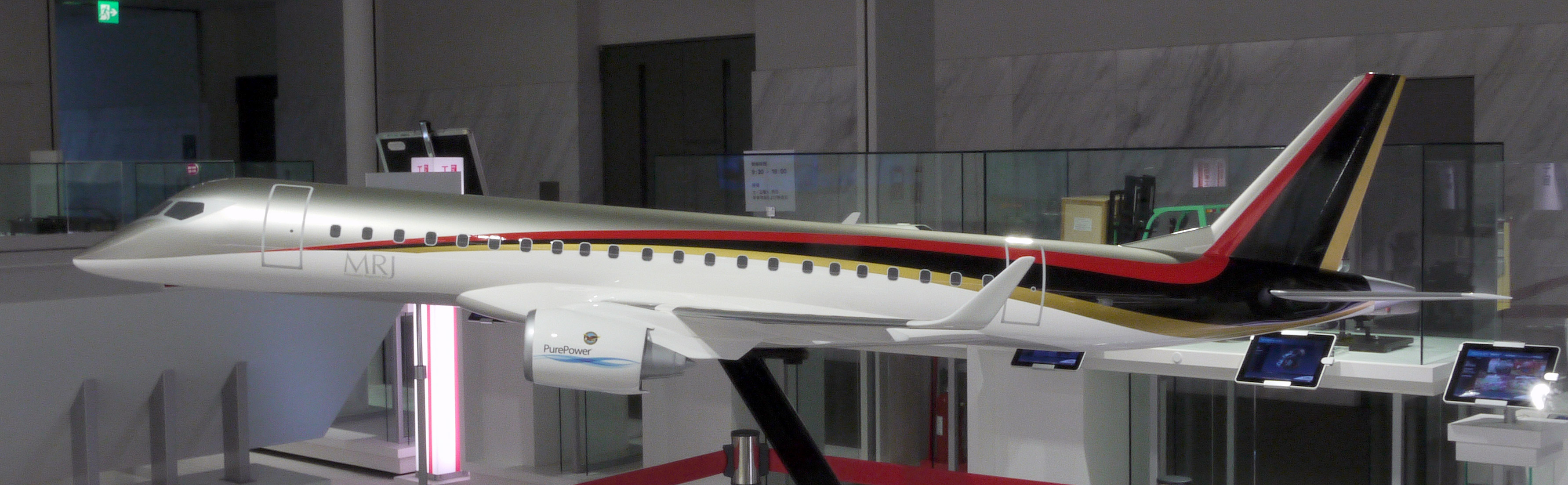
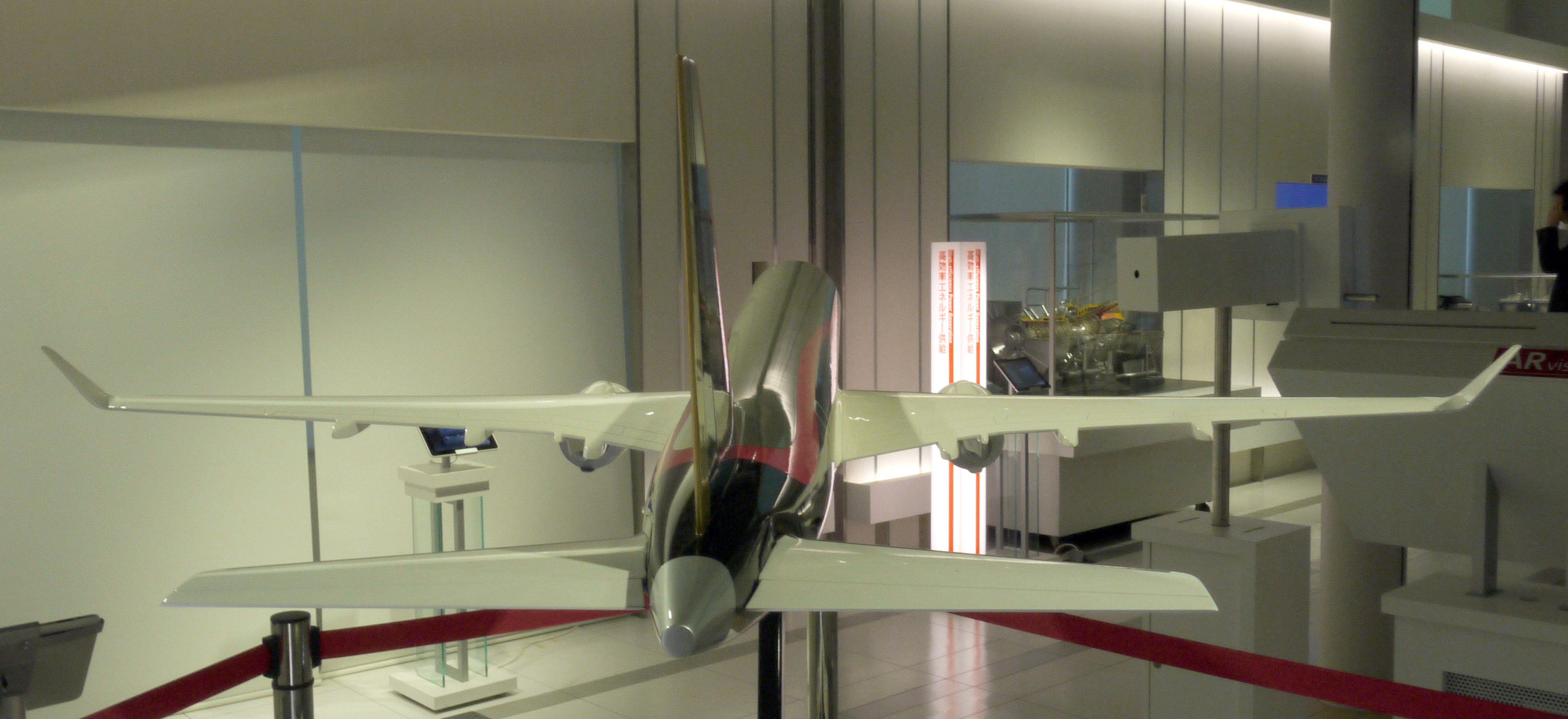
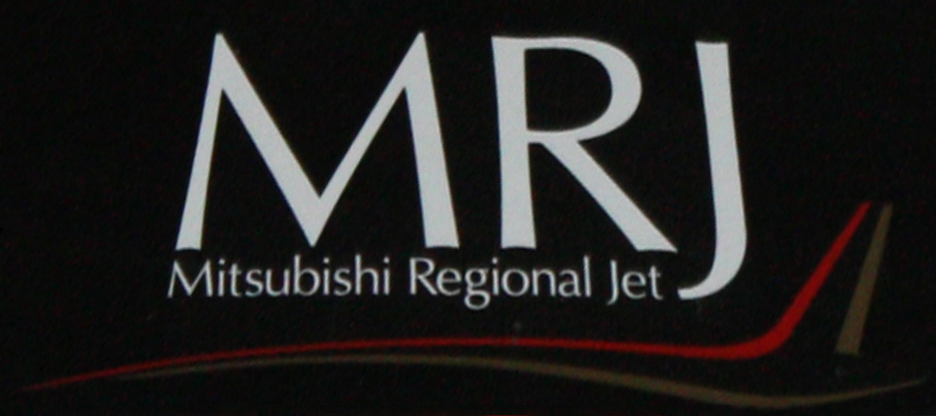

## Технические характеристики
Источник: Официальный сайт проекта MRJ'
|                                         | MRJ 70                | MRJ 70 ER             | MRJ 70 LR             | MRJ 90                | MRJ 90ER              | MRJ 90LR              |
| Размеры                                 |                       |                       |                       |                       |                       |                       |
| Длина (м)                               | 33,4                  | 33,4                  | 33,4                  | 35,8                  | 35,8                  | 35,8                  |
| Размах крыла (м)                        | 29,2                  | 29,2                  | 29,2                  | 29,2                  | 29,2                  | 29,2                  |
| Высота (м)                              | 10,4                  | 10,4                  | 10,4                  | 10,4                  | 10,4                  | 10,4                  |
| Вес                                     |                       |                       |                       |                       |                       |                       |
| Макс. взлётный вес (кг)                 | 36 850                | 38 995                | 40 200                | 39 600                | 40 995                | 42 800                |
| Вес пустого (кг)                        | 21 700                | 21 700                | 21 700                | 22 600                | 22 600                | 22 600                |
| Лётные данные                           |                       |                       |                       |                       |                       |                       |
| Дальность полёта с макс. загрузкой (км) | 1 530                 | 2 730                 | 3 380                 | 1 670                 | 2 400                 | 3 310                 |
| Крейсерская скорость (км/ч)             | 830                   | 830                   | 830                   | 830                   | 830                   | 830                   |
| Максимальная скорость (км/ч)            | 905                   | 905                   | 905                   | 905                   | 905                   | 905                   |
| Длина разбега (м)                       | 1 450                 | 1 620                 | 1 720                 | 1 490                 | 1 600                 | 1 740                 |
| Длина пробега (м)                       | 1 430                 | 1 430                 | 1 430                 | 1 480                 | 1 480                 | 1 480                 |
| Двигатели                               | PW1217G, 2 x 6800 кгс | PW1217G, 2 x 6800 кгс | PW1217G, 2 x 6800 кгс | PW1217G, 2 x 7700 кгс | PW1217G, 2 x 7700 кгс | PW1217G, 2 x 7700 кгс |
| Пассажирский салон                      |                       |                       |                       |                       |                       |                       |
| Кол-во кресел (эконом)                  | 76                    | 76                    | 76                    | 88                    | 88                    | 88                    |
| Ширина салона (м)                       | 2,76                  | 2,76                  | 2,76                  | 2,76                  | 2,76                  | 2,76                  |